# 교황 첼레스티노 5세
교황 첼레스티노 5세(라틴어: Caelestinus PP. V, 이탈리아어: Papa Celestino V)는 제192대 교황(재위: 1294년 7월 5일 - 1294년 12월 13일)이다. 본명은 피에트로 안젤레리오(이탈리아어: Pietro Angelerio)이다.
1313년 5월 5일 교황 클레멘스 5세에 의해 시성되었다.

## 생애 초기

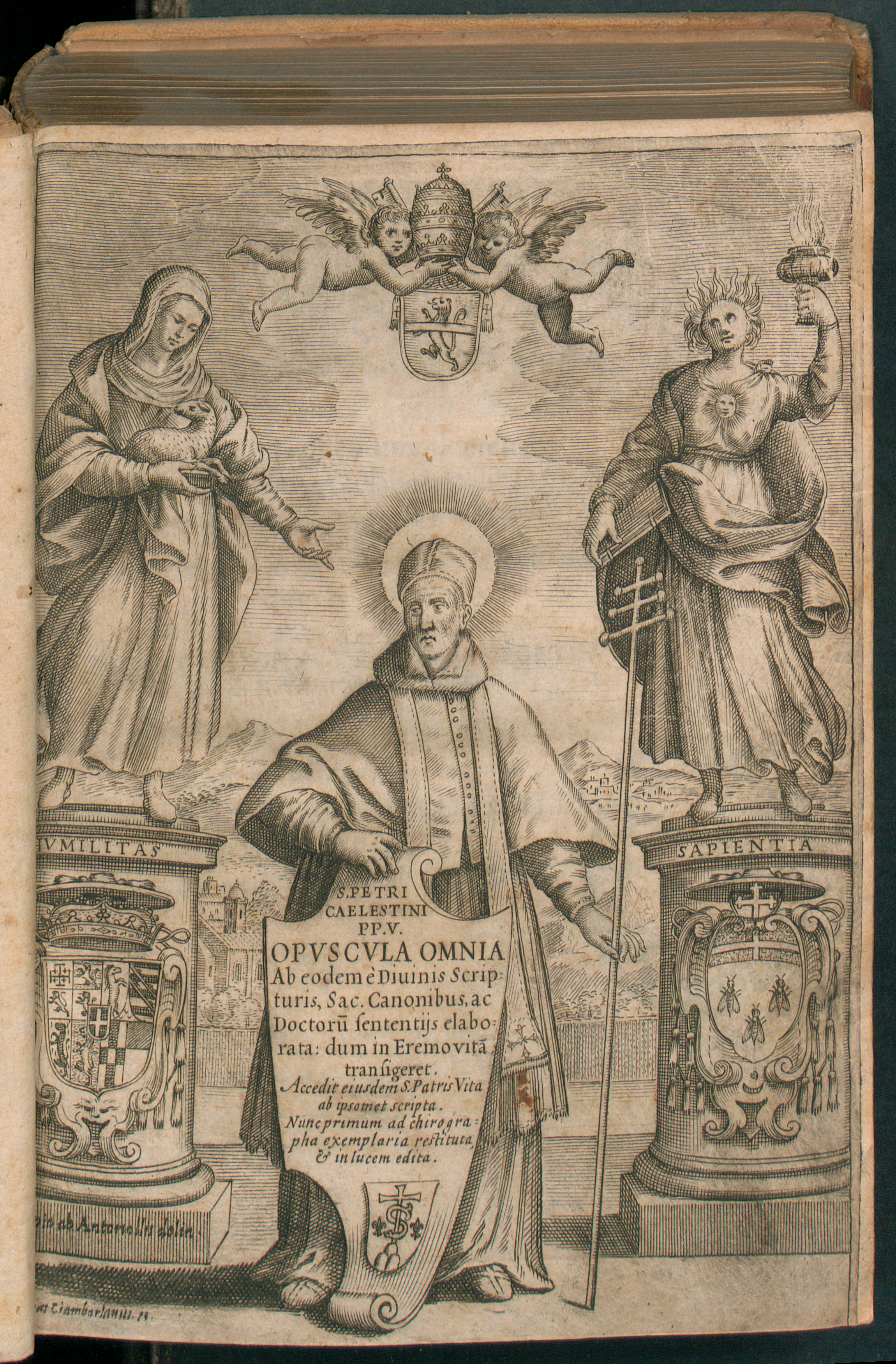
Opuscula omnia, 1640

전해지는 바에 의하면, 피에트로 안젤레리오는 안젤로 안젤레리오와 마리아 레오네의 아들로 시칠리아 왕국의 산탄젤로리모사노라는 마을에서 태어났다고 한다. 산탄젤로리모사노는 오늘날 이탈리아 몰리세주 캄포바소현의 일부이다.
부친이 사망한 후 그는 밭에서 일하기 시작했다. 모친 마리아는 그의 영성 발전에 크게 영향을 끼친 인물이다. 그녀는 자기 아들이 단지 농부나 양치기가 되는 것보다는 많은 사람들로부터 사랑받는 인물이 되기를 희망했다. 어렸을 때부터 그는 다른 사람들에게 대단한 지성과 사랑을 보여주었다. 17살 때 그는 베네벤토 교구의 파이포리에서 베네딕도회 수사로 입회했다. 남들보다 금욕적이고 고독한 생활을 좋아한 그는 1239년 모로네 산의 고립된 동굴에 들어가 은수 생활을 하였다. 이 때부터 그는 모로네의 피에트로라고도 불리게 되었다. 5년 후 동굴 밖에서 나온 그는 동료 두 명과 함께 이탈리아 중부 아브루초주 마이엘라 산의 동굴로 들어가 세례자 요한을 모범을 따라 최대한 엄격한 은수 생활을 하였다. 그의 고행은 엄격하기로 유명했다.

## 첼레스티노회 설립
1244년 피에트로는 자신의 훗날 이름을 딴 첼레스티노회를 설립했다. 새로운 공동체가 형성되자 그는 자신이 실천한 규정들을 공동체 규율로 제정했다. 이 새로운 은수자회는 1264년 교황 우르바노 4세에 의해 인가되었다. 교황 그레고리오 10세가 리옹에서 공의회(제2차 리옹 공의회)를 소집하여 라테라노 공의회 이후 새로운 수도회 설립을 금할 것이 거의 기정사실화되었다는 소식을 들은 피에트로는 리옹으로 달려갔다. 결국 그는 그레고리오 10세를 설득하여 새 수도회를 설립하는 것을 승인받아 성 베네딕토의 규칙을 따르는 베네딕도회 분파를 세우되 수도생활의 엄격함과 가난의 정도를 더욱 강화하는 규칙을 더하였다. 그레고리오 10세는 피에트로가 세운 수도회를 교황의 보호 아래 두어 특권을 부여하여 그들의 재산 소유권을 보장해 주었다. 이제 새 수도회의 확산을 위해 더 이상 필요한 것이 없었으며, 피에트로는 수도회 총장으로서 36채의 수도원과 600명 이상의 수사를 양성하였다.
그는 자신이 세운 새 수도회가 자리를 잡자 로베르토라는 이름의 다른 수사에게 총장직을 양도하고 본인은 홀로 고행과 기도 생활에 전념하기 위해 다시 한 번 은수 생활에 들어갔다. 한편 그 직후에 1293년 개최된 수도회 회의에서 마엘라에 세운 기존의 수도원이 너무 낡은 데다가 주변 환경이 좋지 않다는 판단이 내려져 술모나 평원에 있는 모로네세 수도원을 새 수도회 본원으로 설정하기로 하여 오늘날까지 이르고 있다.

## 교황 선출
1292년 4월 교황 니콜라오 4세가 선종하자 추기경들이 페루자에 모여 콘클라베를 개최하였다. 그러나 2년이 지나도록 여전히 새 교황을 선출하지 못하였다. 그러자 당시 베네딕도회 은수자로 알려진 피에트로가 추기경들에게 하루속히 교황을 선출하지 못하면 하느님의 벌을 받을 것이라고 경고하는 편지를 보냈다. 이 편지를 받은 추기경단 단장인 라티노 말라브란카는 "성부와 성자와 성령의 이름으로 나는 피에트로 디 모로네 형제에게 표를 행사하겠습니다."라고 외쳤다. 
그러자 다른 추기경들도 일제히 이 고령에 병든 말라브란카 추기경에 합세해 피에트로에게 표를 행사했다. 
단지 순수한 마음으로 하루빨리 교황이 나오길 바라는 마음에서 편지를 작성했지만 정작 이 편지 때문에 자신이 교황이 되어버린 것이다.
피에트로는 자신이 교황으로 선출되었다는 소식을 접했으나 교황직을 한사코 거부하고 도망치다가 나폴리 왕과 헝가리 왕위 주장자 등과 더불어 추기경들의 설득으로 결국 교황직을 수락하였다. 1294년 7월 5일 79세의 나이에 교황으로 선출된 그는 첼레스티노 5세라는 이름을 선택하고 같은 해 8월 27일 주교로 수품받고 이틀 후인 8월 29일 아퀼라에 있는 산타 마리아 디 콜레마조 성당에서 대관식을 거행하였다.

## 교황
첼레스티노 5세는 즉위 직후 자신의 즉위를 기념하기 위해 산타 마리아 디 콜레마조 성당의 거룩한 문을 통해 참배하는 모든 순례자에게 전대사를 허용하는 교황 칙서를 발표했다. 이후 라퀼라에서는 매년 8월 28-29일마다 이를 기념하는 축제(Perdonanza Celestiniana)를 열고 있다.
행정 실무 경험이 전혀 없었던 첼레스티노 5세는 곧 나약하고 무능한 교황이라는 사실이 드러났다.  80살이 되도록 산속에서 은둔 생활을 하며 수도했을 뿐 본격적인 교육을 받거나 학식을 쌓은 적이 없어, 당시 교회의 공식언어인 라틴어는 한 마디도 할 줄 몰랐고, 우르바노 2세 이후 조직된 정교한 교회 관료제도를 통제하거나 다스릴 줄도 몰랐다.
나폴리 왕국에서 즉위한 그는 로마 교황청과 소통하지 못하면서 카를로 2세의 지배를 받았다. 그는 카를로 2세가 총애하는 인사들로 교회 인사들을 임명했는데, 특히 추기경 12명(프랑스인 7명, 이탈리아인 5명) 중의 한 명인 툴루즈의 루이는 카를로 2세의 아들로서 리옹 대교구장의 자리에까지 올랐다. 
장기적인 교황 선출을 겪었던 첼레스티노 5세는 콘클라베에 대한 엄격한 규정을 세운 교황 그레고리오 10세의 교령을 재도입했다. 교황은 너무 단순하여 발표한 칙서나 여러 호의(favor)들은 문제가 많았다. 그리하여 나중에 후임자인 교황 보니파시오 8세는 전임 교황이 베푼 여러 가지 특전과 칙서를 로마로 보내게 하여 재심사하기까지 하였다. 그는 대림 시기에 단식하는 동안 세 명의 추기경 인사를 단행했으나 교회 내 반발을 사 도로 없던 일이 되었다.
자신의 무능과 그로 인해 교황의 권위가 추락하고 있다는 사실을 깨달은 그는 베네데토 가에타니 추기경과 교황직 사임의 유효성과 타당성을 협의하였다. 그 결과 첼레스티노 5세는 교황에게도 스스로 자리에서 물러날 권리가 있다는 마지막 교령을 발표하고, 재임 5개월 8일 만인 1294년 12월 13일 공식적으로 교황직을 사임했다. 그는 자유로이 교황직을 사임한다고 선언하면서 그 이유를 다음과 같이 나열하였다. “겸손함, 순수한 삶과 흠 없는 양심에 대한 바람, 자신의 육체적 강인함의 결여, 자신의 무지함, 심술궂은 사람들, 평온했던 이전 삶에 대한 바람.”

## 퇴위와 죽음, 시성

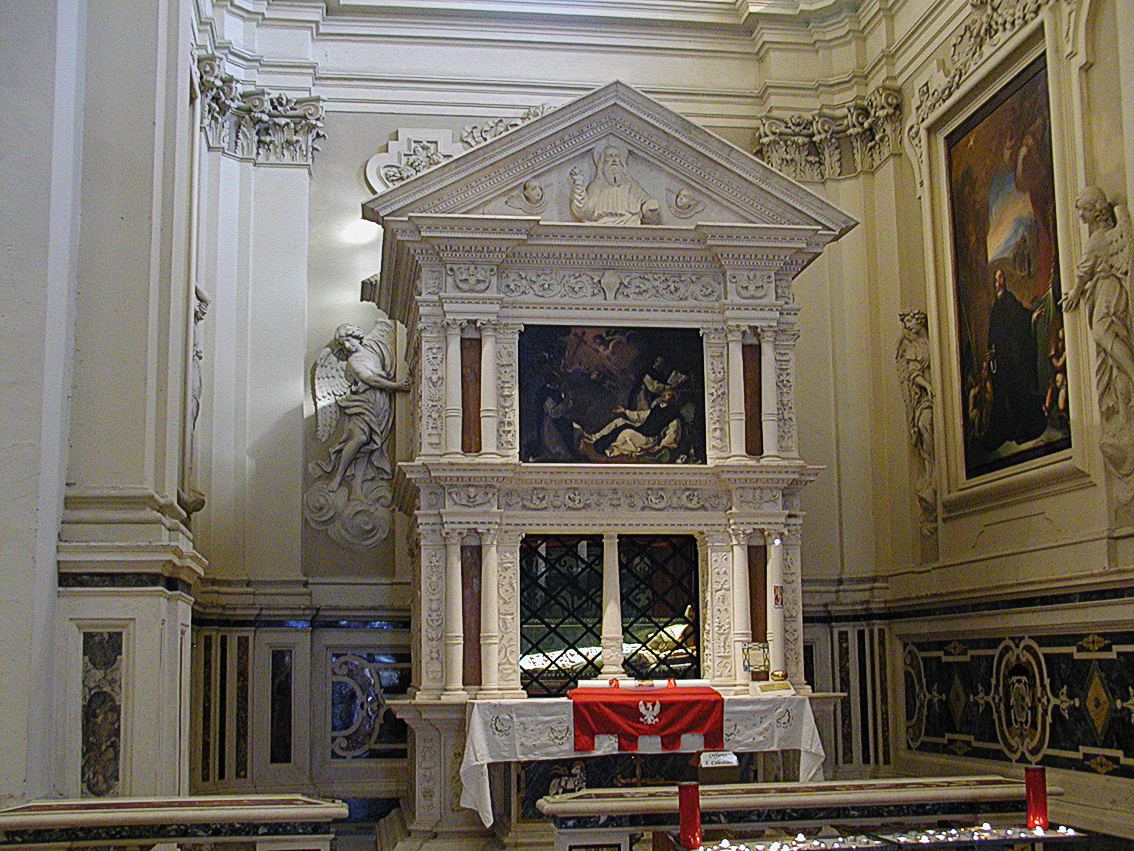
첼레스티노 5세의 무덤

교황의 존귀함을 상징하는 모든 의복과 장식을 벗어던진 그는 나폴리를 떠나 예전의 은수 생활로 돌아가고자 했다. 하지만 그의 바람과는 달리 다시 은수자가 되지 못했다. 우선 그가 교황직을 사임한다고 했을 때, 여러 인사가 반대하고 나섰기 때문에 그의 뒤를 이은 교황 보니파시오 8세는 그들 중에서 첼레스티노 5세를 대립 교황으로 내세울 것을 염려하였다. 그 같은 상황을 예방하기 위해 보니파시오 8세는 첼레스티노 5세에게 자신과 함께 로마로 갈 것을 종용했다. 이에 첼레스티노 5세는 달아나 숲 속에 숨어 지냈다. 그는 달마티아로 도망가려고 항구에서 배를 타려고 했으나 폭풍우 때문에 그 시도는 좌절되었다. 보니파시오 8세는 첼레스티노 5세를 붙잡아 캄파냐의 페렌티노 인근에 있는 푸모네 성에 감금했다. 첼레스티노 5세는 외부인과의 접촉이 차단된 채 첼레스티노회의 두 수사와 함께 생활한지 10개월 후에 향년 81세의 나이로 선종했다. 일부에서는 보니파시오 8세가 첼레스티노 5세를 가혹하게 대우하다가 나중에 그를 살해했다는 의혹을 제기했으나 이에 대한 명백한 역사적 증거는 없다. 첼레스티노 5세는 장사지낸 후 페렌티노에 매장되었다가 나중에 아퀼라의 산타 마리아 디 콜레마조 성당에 이장되었다.
첼레스티노 5세를 지지하고 보니파시오 8세를 적대했던 프랑스의 필리프 4세 국왕은 교황 클레멘스 5세가 선출되자 첼레스티노 5세를 시성해 줄 것을 요청했다. 그리하여 1306년 5월 13일 첼레스티노 5세의 시성 조사 절차가 시작되어, 1313년 5월 5일 시성되었다.
2009년 라퀼라 지진이 일어난 와중에도 첼레스티노 5세의 유해가 보존되자 한 이탈리아 대변인은 교황의 또 다른 위대한 기적이 일어났다고 발표했다. 그들은 지진 직후 교황의 시신이 모셔진 성당을 복구했다. 2009년 4월 28일 지진 피해 현장을 순시하러 온 교황 베네딕토 16세는 첼레스티노 5세의 시신을 참배해 2005년 4월 자신의 즉위식 때 착용했던 팔리움을 선사하였다.
첼레스티노 5세 탄신 800주년을 맞이하여 교황 베네딕토 16세는 2009년 8월 28일부터 2010년 8월 29일까지를 첼레스티노의 해로 선포했다.

## 같이 보기
- 교황 목록